# M47催涙手榴弾
M47催涙手榴弾（M47さいるいしゅりゅうだん、M47 CS Riot Hand Grenade,  M47 Riot Control Grenade）は、アメリカの暴動鎮圧用兵器。催涙ガスを発生させる手榴弾であり、1970年代に開発された。

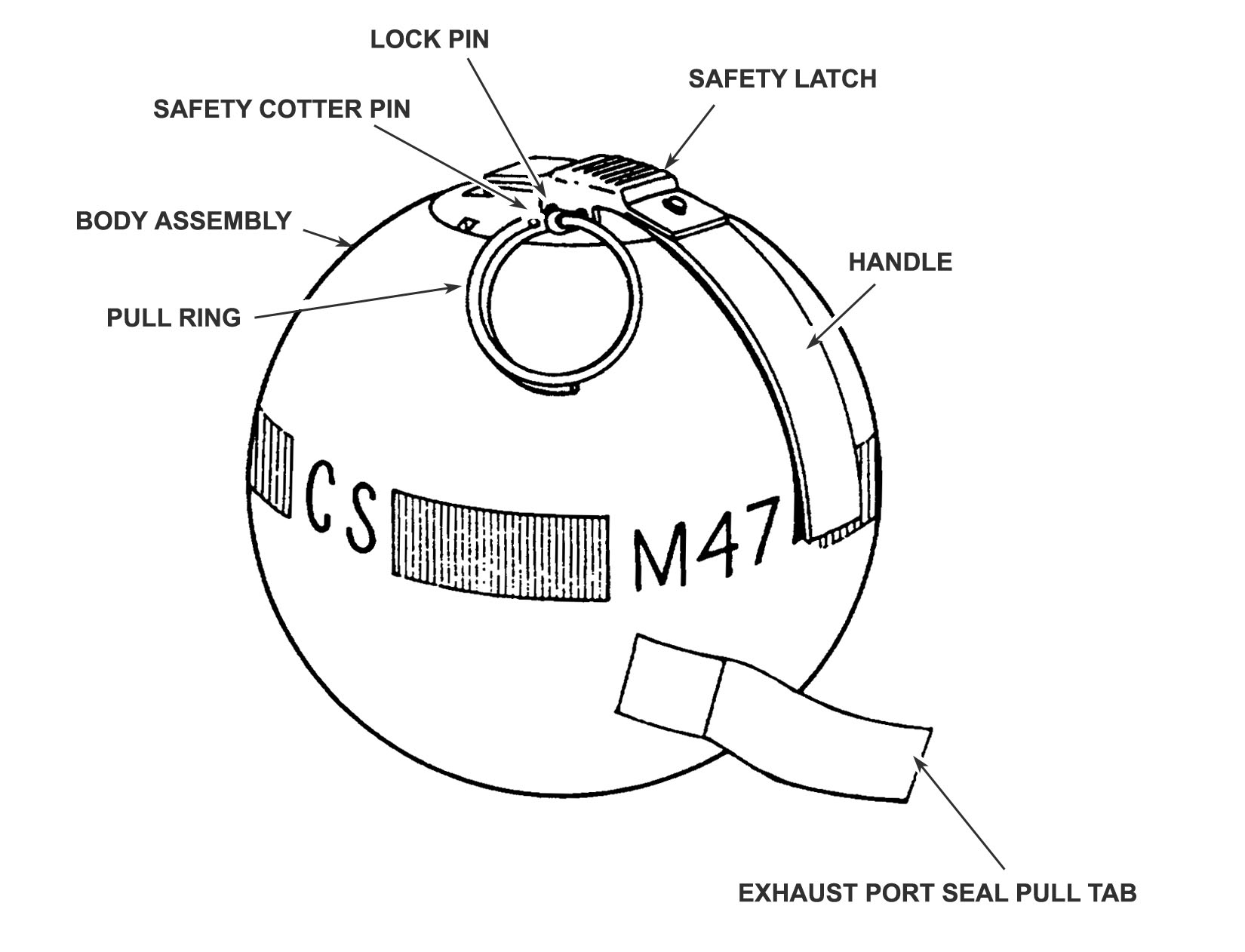
M47催涙手榴弾

## 概要
安全レバー等が付いてはいるが、外形はほぼ球形をしており、外殻はゴムで作られている。弾内には、炸薬ではなく、CSガス発生剤が約155グラム充填されている。使用時は、ガス排出口をふさいでいるシールを剥がし、安全ピンを引き抜き、安全ラッチをスライドさせて安全装置を解除する。これにより、安全レバーが外せるようになり、安全レバーを外すと遅延信管が作動するため、目標に向けて投擲する。信管が作動すると、弾内でCSガスが発生し、排出口からガスが排出される。ガスの発生時間は5から25秒間。投げ返しを妨害するために、地面上ではランダムに転がりやすい仕組みとなっている。
訓練用として、M48赤色発煙手榴弾(M48 red smoke grenade)も開発されている。

## 要目
- 重量：410グラム[2]
- 内容物：CSガス発生剤。約155グラム[2]
- 直径：3.5インチ (8.9 cm)[2]
- 信管：M227、遅延時間2.5-3.5秒[2]
- 外観識別色：灰色地に赤帯[2]